# Андроновское шоссе
Андро́новское шоссе́ (название утверждено в 1950 году) — шоссе в Юго-Восточном административном округе города Москвы на территории района Лефортово. Берёт начало от улицы Пруд-Ключики и заканчивается примыканием к Пятой Кабельной улице. Нумерация домов начинается от улицы Пруд-Ключики.

## Происхождение названия
Шоссе получило название в 1930-е годы по железнодорожной станции Андроновка. Официально название утверждено в 1950 году.

## Здания и сооружения
По нечётной стороне:
Дом 7 — станция Андроновка Малого кольца МЖД, здание вокзала и жилой дом при станции.
По чётной стороне:
ИК «Криптон» (бывший завод «Криптон»).

## Транспорт
- Станция МЦК  Андроновка
- Железнодорожная станция  Андроновка
- Станция метро  Нижегородская
- Станция МЦК  Нижегородская
- Железнодорожная станция  Нижегородская

Маршруты общественного транспорта по улице не проходят.